# Parafia św. Michała Archanioła w Bridgeport
Parafia św. Michała Archanioła w Bridgeport (ang. St. Michael the Archangel Parish) – parafia rzymskokatolicka położona w Bridgeport, w stanie Connecticut, Stany Zjednoczone.
Jest ona jedną z wielu etnicznych, polonijnych parafii rzymskokatolickich w Nowej Anglii z mszą św. w j. polskim dla polskich imigrantów.
Parafia została dedykowana św. Michałowi Archaniołowi.

## Historia
W 1899 roku, Biskup Hartford, Michael Tierney, przydzielił ks. Józefa Sułkowskiego do nowo utworzonej parafii polskiej.Jako imigrant z Polski dobrze nadawał się do posługi dla polskiej społeczności w East Side.
Została ustanowiona w grudniu 1899, a wkrótce potem, stary kościół katolicki przy Crescent Avenue został zakupiony. Co było wcześniej znane jako św. Maria stało się nowym św. Michałem. Następnie w 1907 roku, obecny Kościół św. Michała został zbudowany przy Pulaski Street.
Od 1985 do 1990 w parafii posługiwał o. Roman Pałaszewski. 
Zmarł 15 maja 2010 we Wrocławiu. 20 maja 2010 został pochowany na cmentarzu parafialnym przy klasztorze w Szklarskiej Porębie.

## Nabożeństwa w języku polskim
- Poniedziałek - piątek – godz. 07:00
- Niedziela – godz. 11:00